# Pont-canal de l'Espitalet
Le pont-canal de l'Espitalet est un des nombreux ponts de ce type du Canal du Midi. Il se trouve à 12 km de Carcassonne.  